# Jústinus Hansen
Jústinus Ragnhardson Hansen semplicemente noto come Jústinus Hansen (Runavík, 14 maggio 1985) è un ex calciatore faroese, di ruolo centrocampista.
È citato anche come Jústinus R. Hansen o Jústinus Ragnarson Hansen.